# Traisental Schnellstraße
Droga ekspresowa S34 (Traisental Schnellstraße) – planowana droga ekspresowa w Austrii, w kraju związkowym Dolna Austria, o długości 9,4 km. 